# Кеті Гріффін
Кетлін Мері Гріффін (англ. Kathleen Mary Griffin, нар. 4 листопада 1960, Ок-Парк, Іллінойс, США) — американська комікеса-стендаперка, акторка та ведуча.
Гріффін здобула популярність після появи у двох епізодах серіалу «Сайнфелд» і допоміжної ролі в ситуаційній комедії на NBC «Непередбачувана С'юзан». Пізніше брала участь у реаліті-шоу «Kathy Griffin: My Life on the D-List» на телеканалі Bravo, за яке вона отримала дві премії «Еммі» як виконавча продюсерка. Також працювала акторкою озвучування і коментаторкою «Червоної доріжки». У 2008 і 2009 роках номінувалася на «Греммі» за найкращий комедійний альбом.

## Ранні роки
Кетлін Мері Гріффін народилася в Ок-Парку, штат Іллінойс, а виросла в сусідньому Форест-Парку. Її сім'я — ірландські католики; її мати, Маргарет (до шлюбу Корбаллі; 10.06.1920—17.03.2020, померла від деменції), була адміністраторкою лікарні. Батько, Джон Патрік Гріффін (29.10.1916—17.02.2007, помер від хронічної серцевої недостатності й мієломної хвороби), був менеджером магазину електроніки. Кетлін вчилася в початковій школі Св. Бернзадайна в Форест-Парку і в середній школі Ок-Парку і річки Форест, яку закінчила в 1978 році. Після закінчення середньої школи вона навчалася в коледжі в Рівер-Гроув, Іллінойс, але пізніше навчання кинула. Її старші брати й сестри: Кеннет Гріффін (помер), Джойс Гріффін, Джойс Гріффін (27.09.1946—14.09.2017, померла від лімфоми), Гері Майкл Гріффін (1950 / 1951 — 22.01.2014, помер від раку) і Джон Гріффін.
В автобіографії «Official Book Club Selection», що вийшла у 2009 році, Гріффін вперше розповіла про неспокійне життя свого брата Кенні. Вона докладно розповіла про його наркоманію і домашнє насильство. Гріффін з дитинства вважала брата хуліганом і міркувала, як його характер вплинув на кожну жінку, яка перебувала з ним у певні періоди його життя. Кенні приніс родині багато переживань і тривог. Він знаходився в ув'язненні, втікав з дому в підлітковому віці, був відчуженим і замкнутим. Також Гріффін вважає, що він, хоча і ніколи не притягувався до суду за це, займався розбещенням малолітніх. Багато з його компаньйонок пізніше зізналися, що він зґвалтував їх. Кеті заявила, що, коли їй було 8 років, він забирався до неї в ліжко, міцно обіймав, шепочучи їй ніжності на вухо (хоча і ніколи не приставав до неї). Після того, як Кеті дізналася про його контакти з неповнолітніми, вона розірвала всі стосунки з братом.
В автобіографії Гріффін розповідає, як це рішення вплинуло на її життя. Решта членів родини відмовилися вірити, що Кенні був розбещувачем. Це викликало розкол в сім'ї. Через багато років батько, розмовляючи по телефону з Кенні, який був у в'язниці, безпосередньо запитав його про це. Замість того, щоб заперечувати або підтверджувати, Кенні просто заявив: «Я роблю те, що я роблю». Дана обставина розвіяла всі сумніви сім'ї.
Кеті Гріффін розповіла, що, багато років по тому вона проїхала повз Кенні, який стояв біля дороги з картонним знаком і просив грошей. Її вразило, що на знаку було написано просто «Потрібна їжа», а не «Буду працювати за їжу», і це в подальшому житті вплинуло на її знамениту трудову етику. Після життя на вулиці Кенні повернувся до батьків і помер на руках матері, чекаючи машину швидкої допомоги. Попри все, саме у Кеті були найблизькі стосунки з братом серед всіх членів сім'ї. Тому його смерть стала для неї втратою.

## Кар'єра

### Стендап, телебачення і велике кіно
Кеті Гріффін почала грати на початку 1980-х в лос-анджелеській імпровізованій комедійній трупі The Groundlings. Під час документального серіалу «Правдиві голлівудські історії» вона розповіла, що ходила дивитися на виступи The Groundlings до того, як сама приєдналася до них. Також сказала, що на одному з шоу вона вирушила за куліси, розмовляла там з одним з членів The Groundlings Філом Гартманом і розпитала у нього все про гурт. Гріффін щосили намагалася отримати в Лос-Анджелесі роботу акторки. Але після невдалого прослуховування на головну роль у фільмі «Шпигунка Гаррієт» вона приєдналася до трупи. Це призвело до того, що її взяли на курси акторської майстерності, які згодом їй дуже придалися, а, кінець кінцем, нею зацікавилися з Main Company. Гріффін завжди мріяла про велику сцену і широке визнання. Відвідуючи виступи The Groundlings, вона міцно здружилася з нині покійною Джуді Толл, яку згадує в книзі.
Гріффін продовжувала виступати в жанрі стендап і стала частиною розквітаючої альтернативної комедійної сцени в Лос-Анджелесі, виступаючи в «Un-Cabaret» і у власному шоу «Hot Cup of Talk». Гріффін з'явилася в камео у фільмі «Кримінальне чтиво» 1994 року. Вона зіграла жінку, яка прийшла на допомогу Марселласу Волласу (Вінг Реймс), якого на автомобілі збив герой Брюса Вілліса. Гріффін прорвалася в кінематограф, зігравши другорядну роль Конні у фільмі жахів «Ненароджена дитина», де головну роль виконала Брук Адамс.
Гріффін поступово накопичувала репутацію на телебаченні й в кіно, виконавши різні ролі в таких фільмах і серіалах, як «Медуза, як бути чесною», «У ліжку з Мадонною», «Принц з Беверлі-Гіллз» (її дебют в телевізійних ситкомах), «Клоун Шейкс», «Елен», «Секретні матеріали», «Громадянські війни» (дебют у драматичних серіалах) і «Поганенька».
Після того, як Гріффін виконала головну роль в «Half Hour Comedy Special» на телеканалі HBO, вона в 1996 році зіграла колегу героїні Брук Шилдс в ситкомі телеканалу NBC «Непередбачувана С'юзан». У 1998 році Гріффін грала головну роль у своєму першому одногодинному спеціальному випуску на HBO «Kathy Griffin: A Hot Cup of Talk». Вона часто з'являлась в таких проектах, як конкурсне реаліті-шоу «Celebrity Mole» на Гаваях, в якому перемогла у 2003 році, пройшовши по гарячій лаві босими ногами.
Також Гріффін взяла участь в озвучці безлічі мультсеріалів, таких як «Ділберта» і «Нова Людина-Павук». Телевізійна виробнича компанія Гріффін називається «Недоречний сміх», натякаючи на її, часом, шокуючий стиль гумору.
12 червня 2008 року Гріффін вперше за весь час на Bravo провела A-List Awards. У шоу була включена сцена, в якій Гріффін розіграла незручну ситуацію через те, що її одяг зносився і протерся (посилаючись на сумнозвісне шоу Джанет Джексон «Super Bowl XXXVIII halftime show controversy»). У 2009 році вона також була ведучою A-List Awards, показаної 15 квітня 2009 року, і ведучою власного шоу «Kathy Griffin: She'll Cut a Bitch», записаного на плівку 4 березня 2009 року в Портленді (Орегон). Компанія Shout! Factory випустила розширену версію шоу на DVD на початку 2010 року.
8 вересня 2009 року видавництво Ballantine Books опублікувало автобіографію Гріффін під назвою Official Book Club Selection: A Memoir According to Kathy Griffin. Книга потрапила на перший рядок списку бестселерів, складений The New York Times, у перший же тиждень після публікації. А за тиждень до цього Гріффін випустила свій другий комедійний альбом «Suckin 'It for the Holidays», з яким вдруге була номінована на Греммі. Також вона знялася в ролі медсестри в кліпі Емінема на пісню «The Real Slim Shady».
3 листопада 2009 року було оголошено, що Гріффін влаштовує нове шоу на ABC «Давай танцювати», яке було негайно запропоновано до показу після закінчення шоу «Танці з зірками» 23 листопада 2009 року. На шоу знаменитості відтворювали б відомі танцювальні номери з кліпів, фільмів і мюзиклів, борючись за головний приз у 250 тисяч доларів, який пішов би на благодійність. Однак шоу було відкладено через проблеми з кастингом.
31 грудня 2009 року Гріффін разом з Андерсоном Купером вела програму «New Year's Eve Broadcast» на телеканалі CNN. Під час програми Гріффін в прямому ефірі сказала слово fucking. Тому їй, за чутками, заборонили в майбутньому працювати на CNN, бо це був вже другий випадок другий рік поспіль, коли Гріффін використовувала лайку в прямому ефірі, і мовна компанія опублікувала заяву, в якій приносяться вибачення за цей інцидент.
Гріффін також з'явилася в одному з епізодів серіалу «Закон і порядок: Спеціальний корпус», де зіграла лесбійську активістку.

### Співведуча шоу «Погляд»
Кеті Гріффін працювала спеціально запрошеною співведучою шоу «Погляд» з травня по вересень 2007 року. Вона приєдналася до цього шоу, замінивши Роузі О'Доннелл. Попри безперервні жарти про виконавчого продюсера Барбарі Волтерса, що не любить Гріффін, вона була співведучою шоу багато разів, після того, як О'Доннелл звільнилася в травні 2007 року. Але, в підсумку, постійною заміною була обрана Вупі Голдберг.
10 вересня 2007 року Шеррі Шеперд прийняла вільне місце співведучої, яке стало вакантним після від'їзду Стар Джонс. Білл Цвекер з видання Chicago Sun-Times стверджував, що продюсери шоу довго зважувалися найняти Шеперд замість Гріффін, хоча і продюсери, і представники Волтерс заперечують це. Волтерс заявила, що, після проблем з О'Доннелл, вона турбувалася з приводу найму іншої непередбачуваної ведучої, від якої можна всього очікувати.
Гріффін згодом розповіла у своєму стендап-виступі, що її відлучили від шоу після її неприємних відгуків про інших ведучих під час спецвипуску її концерту «Kathy Griffin: Straight to Hell». Відмовляючись обговорювати відлучення від шоу «Access Hollywood».

## Вибрана фільмографія
| Рік       |    | Українська назва                    | Оригінальна назва                   | Роль                           |
| --------- | -- | ----------------------------------- | ----------------------------------- | ------------------------------ |
| 1985      | ф  | Вулиці у вогні                      | Streets of Fire                     | відвідувачка концерту          |
| 1990      | с  | Принц із Беверлі-Гіллз              | The Fresh Prince of Bel-Air         | Сьюзен Кляйн                   |
| 1994      | ф  | Кримінальне чтиво                   | Pulp Fiction                        | свідок ДТП                     |
| 1995      | ф  | Чотири кімнати                      | Four Rooms                          | Бетті                          |
| 1995      | с  | Швидка допомога                     | ER                                  | Долорес Мінкі                  |
| 1995      | с  | У захваті від тебе                  | Mad About You                       | Бренда                         |
| 1996      | ф  | Кабельник                           | The Cable Guy                       | мати                           |
| 1996—1998 | с  | Сайнфелд                            | Seinfeld                            | Саллі Вівер                    |
| 2000      | с  | Цілком таємно                       | The X-Files                         | Бетті Темплтон / Лулу Пфайффер |
| 2000      | с  | Угамуй свій запал                   | Curb Your Enthusiasm                | сама себе                      |
| 2001      | мс | Сімпсони                            | The Simpsons                        | Франсін                        |
| 2003      | ф  | Бетховен 5                          | Beethoven's 5th                     | Еві Клінг                      |
| 2003      | мс | Що нового, Скубі-Ду?                | What`s New, Scooby-Doo?             | Луїс Агент Отем Саммерфілд     |
| 2005      | ф  | Брудне кохання                      | Dirty Love                          | мадам Пеллі                    |
| 2005      | ф  | Любов на острові                    | Love Wrecked                        | Мелінда                        |
| 2005      | с  | Дні нашого життя                    | Days of Our Lives                   | водійка лімузина               |
| 2006      | ф  | Вечірка в Лас Вегасі                | Bachelor Party Vegas                | Спагеті-рестлінг Вона-Елвіс    |
| 2007      | с  | Не краса по-американськи            | Ugly Betty                          | телеведуча модного телеканалу  |
| 2010      | мф | Воруши ластами                      | A Turtle's Tale: Sammy's Adventures | Таран                          |
| 2010      | мф | Шрек назавжди                       | Shrek Forever After                 | Вера                           |
| 2010      | с  | Закон і порядок: Спеціальний корпус | Law & Order: Special Victims Unit   | Бебс Даффі                     |
| 2010—2015 | с  | Королівські перегони Ру Пола        | RuPaul's Drag Race                  | запрошена суддя                |
| 2011      | ф  | Маппети                             | The Muppets                         | сама себе                      |
| 2011      | ф  | Безшлюбний тиждень                  | Hall Pass                           | сама себе                      |
| 2011      | с  | Хор                                 | Glee                                | Таммі Джин Альбертсон          |
| 2011      | с  | До смерті красива                   | Drop Dead Diva                      | Дженна Касвелл-Бейлі           |
| 2011      | с  | Топмодель по-американськи           | America's Next Top Model            | запрошена суддя                |
| 2012      | мс | Американський тато!                 | American Dad!                       | Келлі Вілк                     |
| 2019      | с  | Ти                                  | You                                 | сама себе                      |
| 2023      | мс | Футурама                            | Futurama                            | капітан Дивак                  |